# Hefty Fine
Hefty Fine – album zespołu Bloodhound Gang, wydany w roku 2005.

## Spis utworów[1]
1. "Strictly for the Tardcore" – 0:09
2. "Balls Out" (Franks/Jimmy Pop & Stigliano/Lüpüs Thunder) – 4:19
3. "Foxtrot Uniform Charlie Kilo" (Franks/Jimmy Pop & Hennegan/Evil Jared) – 2:53
4. "I'm the Least You Could Do" – 3:58
5. "Farting With a Walkman On" – 3:26
6. "Diarrhea Runs in the Family" – 0:24
7. "Ralph Wiggum" – 2:52
8. "Something Diabolical" (Franks/Jimmy Pop & Dean/D.J Q-Ball, gościnnie Ville Valo) – 5:10
9. "Overheard in a Wawa Parking Lot" – 0:04
10. "Pennsylvania" – 2:57
11. "Uhn Tiss Uhn Tiss Uhn Tiss" (gościnnie Natasha Thorp) – 4:20
12. "Jackass" - 2:26 (ekskluzywne wydanie europejskie)
13. "No Hard Feelings" / "Hefty Fine" - 9:14

## Single
- "Foxtrot Uniform Charlie Kilo" (wydany 26 lipca 2005)[3]
- "Uhn Tiss Uhn Tiss Uhn Tiss" (wydany 24 listopada 2005)[4]
- "No Hard Feelings" (wydany 26 kwietnia 2006)[5]

Utwór "Jackass", który pojawił się w ekskluzywnej wersji albumu, znalazł się na ścieżce dźwiękowej do filmu Jay i Cichy Bob kontratakują.